# Jens Friedhoff
Jens Friedhoff (* 1967) ist ein Archivar; deutscher Adels- und Burgenforscher sowie Spätmittelalter- und Frühneuzeithistoriker.

## Ausbildung und Schwerpunkte
Friedhoff studierte Geschichte, Kunstgeschichte und katholische Theologie an der Universität Siegen. Seine Staatsarbeit zum Thema Territorium und Stadt zwischen Ruhr und Sieg wurde im Düsseldorfer Jahrbuch 1998 veröffentlicht. Mit seiner Dissertationsschrift über Die Familie von Hatzfeld. Adelige Wohnkultur und Lebensführung zwischen Renaissance und Barock, mit der er 2003 bei Ulf Dirlmeier promoviert wurde, bekannte sich Friedhoff schwerpunktmäßig zur klassischen Adelsforschung, neben der Burgenforschung.
Die Landesgeschichte Hessens, des Rheinlandes und Westfalens bestimmt vornehmlich den geografischen Rahmen seiner Forschungsarbeit. Obwohl für Friedhoff die archivalische Überlieferung Hauptquelle seiner Forschungen ist, tritt er bezüglich der Burgenforschung für Interdisziplinarität ein. Neben der überlieferten Baugeschichte sind hierbei für ihn archäologische Artefakte, Bauforschung und Dokumentation sowie naturwissenschaftliche Methoden – wie dendrochronologische Datierungen – im Dienste der Annäherung an die historische Authentizität sowie der Erhaltung tradierten Kulturgutes notwendig, um Fehlinterpretationen aufgrund einer einseitigen Sichtweise zu vermeiden.

## Berufliche Tätigkeit
Friedhoff ist Mitarbeiter des Europäischen Burgeninstituts, einer Einrichtung der Deutschen Burgenvereinigung e. V., wo er an der Inventarisation der mittelalterlichen Burgen in Europa beteiligt ist.
2011 bis 2013 war er Lehrbeauftragter für Alte Geschichte an der Mittwochsakademie der Universität – GH – Siegen.
Seit 2009 als freiberuflicher Archivar tätig, liegt Friedhoffs Arbeitsschwerpunkt seitdem in der Verzeichnung und Betreuung privater Archive und der Beratung ihrer Eigentümerfamilien zu der Verwahrung, Konservierung und Restaurierung des wertvollen Archivgutes. 2012 übernahm er zudem die Betreuung des Stadtarchivs der kleinen ehemaligen Residenz Hachenburg im Westerwald. Eine von ihm ins Leben gerufene und herausgegebene Schriftenreihe des Stadtarchivs Hachenburg soll – genauso wie die von ihm kuratierte Dauerausstellung im historischen Rathaus der Stadt – in ausgewählten Beiträgen zur Stadt- und Regionalgeschichte den Menschen der Region ihre Geschichte lebendig vermitteln sowie den hier zumeist anzutreffenden Wander- und Radtouristen einen Überblick über historisch lohnenswerte Ausflugsziele nahebringen. Unter seiner Leitung wurde das Amt des Stadtarchivars von der bloßen Überlieferungsverwaltung zum Stadthistoriker, den Friedhoff als bürgernahen Dienstleister verstanden wissen will, erweitert.

## Mitgliedschaften
- Vorstandsmitglied des Wissenschaftlichen Beirats der Deutschen Burgenvereinigung e. V.
- Mitglied im Kuratorium der Deutschen Burgenvereinigung
- Mitglied der Historischen Kommission für Nassau
- Mitglied des Vereins für Burg- und Heimatgeschichte Hatzfeld e. V.

## Publikationen (Auswahl)
Monographien und Sammelbände
- mit Friedrich Graf von Hatzfeldt: Die Familie von Hatzfeldt-Wildenburg auf Crottorf und Schönstein. Crottorf 1998.
- Die Familie von Hatzfeldt. Adelige Wohnkultur und Lebensführung zwischen Renaissance und Barock (= Vereinigte Adelsarchive im Rheinland e. V., Veröffentlichung, Nr. 1). Düsseldorf 2004.
- Die Bodenreform im Wildenburger Land 1945–1955. Wissen-Schönstein 2003 (Manuskript im Fürstlich Hatzfeldt-Wildenburg’schen Archiv Schloss Schönstein).
- Hachenburg 1314–2014 – Streifzüge durch 700 Jahre Stadtgeschichte (= Schriften des Stadtarchivs Hachenburg, H. 2). Hachenburg 2014.
- Kirburg 1215–2015 – Streifzüge durch 800 Jahre Ortsgeschichte (= Schriften des Stadtarchivs Hachenburg, H. 3). Hachenburg 2015.
- Molsberg 1116–2016. Geschichte eines Westerwälder Dorfes. Hachenburg 2016.

Aufsätze in Fachzeitschriften und Tagungsbänden
- Bemerkungen zur Villa als Bauaufgabe des venezianischen Adels vom 16. bis 18. Jahrhunderts. In: Burgen und Schlösser, 1997/III, S. 138–148.
- Territorium und Stadt zwischen Ruhr und Sieg (1200–1350). Untersuchungen zur Stadterhebungs- und Territorialpolitik der Grafen von Berg im Hoch- und Spätmittelalter. In: Düsseldorfer Jahrbuch, 69 (1998), S. 11–126.
- Schloss Trachenberg (Zmigrod) in Niederschlesien. Anmerkungen zur Baugeschichte und Ausstattung. In: Burgen und Schlösser 2000/II, S. 66–83.
- Die Ausstattung nassauischer Burgen und Schlösser im Spiegel frühneuzeitlicher Inventare. In: Nassauische Annalen, 113 (2002), S. 97–150.
- Burg Lechenich im Kontext der spätmittelalterlichen Residenzentwicklung im Erzstift Köln. In: Annalen des historischen Vereins für den Niederrhein, 204 (2003), S. 125–155.
- Zimmerleute, Säger und Werkmeister. Notizen und Anmerkungen zu Holz und holzverarbeitendem Handwerk im Burgenbau des späten Mittelalters. In: Holz in der Burgenarchitektur (= Veröffentlichungen der Deutschen Burgenvereinigung e. V., Schriften Bd. 9). Hrsg. von Barbara Schock-Werner. Braubach 2004, S. 57–63.
- Die Wiederherstellung der Burg Lichtenfels 1906–1914. Späthistoristische Burgensanierung an der Wende vom 19. zum 20. Jahrhundert. In: Geschichtsblätter für Waldeck, 93 (2005), S. 76–97.
- Die Herren von Summerau und ihre Burgen. Burg und Herrschaft im südöstlichen Oberschwaben und im Allgäu. In: Burgen und Schlösser, 2007/I, S. 3–20.
- Burg, Territorium und Stadt am Mittelrhein. Ein Überblick. In: Burg und Stadt am Mittelrhein (1000–1600). Hrsg. von der Generaldirektion Kulturelles Erbe Rheinland-Pfalz in Verbindung mit dem Landeshauptarchiv Koblenz und dem Historischen Museum am Strom der Stadt Bingen. Regensburg 2008, S. 181–199.
- Spätmittelalterliche und frühneuzeitlichen Burginventare. In: Die Burg. Wissenschaftlicher Begleitband zu den Ausstellungen „Burg und Herrschaft“ und „Mythos Burg“. Hrsg. von G. Ulrich Großmann und Hans Ottomeyer. Dresden 2010, S. 188–196.
- Kirchhof – kommunaler Friedhof – RuheForst. Zeugnisse der Sepulkralkultur des Siegerlandes und angrenzender Regionen vom Mittelalter bis zur Gegenwart. In: Siegerland 89 (2012), H. 1, S. 28–44.
- Abortanlagen rheinischer und westfälischer Burgen, Klöster und Städte im Spiegel von Schriftquellen sowie archäologischer und bauhistorischer Befunde – eine Zwischenbilanz. In: Aborte im Mittelalter und in der Frühen Neuzeit. Bauforschung – Archäologie – Kulturgeschichte. Hrsg. von Olaf Wagener. Imhof Verlag, Petersberg 2014, S. 140–153.
- Burg Eltz bei Moselkern. Anmerkungen zu Brandzerstörung und Wiederaufbau 1920–1930. In: Jahrbuch für Westdeutsche Landesgeschichte 41 (2015), S. 443–465.